# Michelle McCool
Michelle Leigh Calaway McCool (Palatka, Florida, 25 de gener de 1980) és una lluitadora professional retirada estatunidenca que va desenvolupar la seva carrera a la WWE.
Entre els seus triomfs destaquen ser dues vegades Campiona de Dives de la WWE, a més de ser la primera diva a aconseguir aquest títol i dos Campionats Femenins de la WWE, sent la primera dona a haver aconseguit ambdós campionats femenins de la WWE (Women's i Diva's) i també la diva que els va unificar.

## Vida Personal
Abans de dedicar-se a la lluita lliure professional era professora a la seva ciutat natal.
El 27 de juny de 2010 es casà amb Mark Calaway (The Undertaker) a Houston (Texas).

## Carrera

### World Wrestling Entertainment

#### 2004-2005
Michelle McCool va intervenir a la World Wrestling Entertainment (WWE) com una competidora en el 2004 WWE Diva Search, on va quedar en quart lloc. Posteriorment, l'empresa li oferí un contracte de 3 anys al novembre de 2004, debutant a SmackDown!.

#### 2006-2007
Retornar a SmackDown! el 2 de juny de 2006 on va fer parella amb Kristal Marshall per a derrotar a Jillian Hall i Ashley Massaro. Michelle va guanyar la seva primera lluita en el ring el 28 de juliol de 2006 a SmackDown!, derrotant a Jillian Hall però usant les cordes il·legalment com a palancada.
A Wrestlemania 23 fou participant del Lumberjack Match por el Campionat Femeni de la WWE entre Melina i Ashley, on Melina va retenir el campionat.
Michelle va començar una rivalitat a Smackdown! amb Victoria en intentar ajudar a Torrie Wilson en una lluita on Victoria va derrotar a Wildon i posteriorment la va atacar. El día 22 d'agost tingué un combat amb ella en Smackdown! on Michelle la derrotà fent servir un Top Rope Clothesline.
La rivalitat va continuar fins que el dia 14 de setembre la derrotà novament, amb el seu nou finisher McCoolyKick.

#### 2008

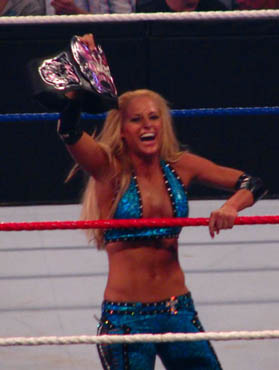
Michelle com a primera Campiona de les Dives de la WWE.

Michelle començà una amistat amb dos lluitadors de la marca Smackdown!, Chuck Palumbo i Jamie Noble, que va comportar certa rivalitat entre ambdós lluitadors, portant a Michelle a certs problemes, inclús una lesió en el coll.
Michelle ha tingut disputes a Smackdown! i a ECW on va donar a conèixer el seu nou finisher "Wings of Love" en aplicar-li a Layla.
En Backlash, junt amb Kelly Kelly, Mickie James, Ashley, Maria i Cherry van ser derrotades per Beth Phoenix, Melina, Jillian Hall, Layla, Victoria i Natalya en un Tag Team 12 Divas.
El dia 4 de juliol va guanyar l'oportunitat de lluitar pel nou Campionat de Dives de la WWE enfront a Natalya.
En The Great American Bash Michelle McCool va derrotar a Natalya amb una clau de submissió; convertint-se en la primera campiona de les Dives.
A Unforgiven va retenir el seu campionat enfront a Maryse, igual que el 19 de setembre a SmackDown!.
En el event Survivor Series, va liderar l'equip de dives de SmackDown, conformat per Michelle McCool, Maria, Maryse, Victoria & Natalya; com que el grup no va funcionar correctament, van ser derrotades per les dives de Raw, equip format per Beth Phoenix, Mickie James, Kelly Kelly, Candice Michelle & Jillian Hall.
El 28 de novembre a SmackDown, junt amb Maria varen perdre una lluita en equips; va culpar a Maria per la derrota, començant a tenir comportaments heel.
A l'edició SmackDown del 26 de desembre va perdre el Campionat de Dives de la WWE contra Maryse, amb Maria como àrbitre especial. Després del combat atacà a María, finalitzant el seu canvi de face a heel.

#### 2009
A la revenja del Campionat de dives el 27 de març de 2009 contra Maryse no aconseguí recuperar el títol, ja que la lluita va finalitzar amb una doble descalificació quan Gail Kim va intervenir atacant a ambdues lluitadores.
Va participar en la 25 Diva Battle Royal de WrestleMania XXV, però no va aconseguir la vistoria, sent Santina Marella qui va guanyar el combat.
Després va iniciar un breu enfrontament amb Gail Kim, on va perdre dues lluites, però guanyant la tercera gràcies a la interferència d'Alicia Fox.
El 13 d'abril, després que Melina passés a Smackdown en eel Draft del 2009, va començar un feu per una possible oportunitat al Campionat Femeni de la WWE, la qual va obtenir al derrotar a Gail Kim el 22 de maig de 2009 en un #1 Contender Match.
El 28 de juny en el The Bash va vencer a Melina, guanyant el Campionat Femeni de la WWE; convertint-se també en la primera diva a aconseguir ambdós campionats femenins de la WWE. En el Night of Champions va retenir el títol femeni en el combat de revenja.
El 2 d'octubre de 2009 s'enfrentarà novament a Melina por el Campionat Femeni en un WWE Women's Championship Lumberjacks Match a l'aniversari de 10 años de SmackDown, on va aconseguir retenir el campionat gràcies a la interferència a favor seu de Beth Phoenix.
En Bragging Rights les SmackDown Divas (Michelle McCool, Beth Phoenix & Natalya) derrotaren a las RAW Divas (Melina, Kelly Kelly & Gail Kim), després de Beth cubris a Melina.
En el Survivor Series el Team James (Mickie James, Melina, Eve Torres, Kelly Kelly & Gail Kim) va derrotar el Team McCool (Michelle McCool, Alicia Fox, Beth Phoenix, Jillian & Layla).
Després va començar un enfrontament amb Mickie James, aquesta última fou traslladada de Raw a SmackDown en un Draft de Divas; els insults de LayCool va acabar culminant en un combat en el TLC:Tables, Ladders &Chairs por el Campionat Femeni de la WWE, on Michelle va retenir el títol.

#### 2010

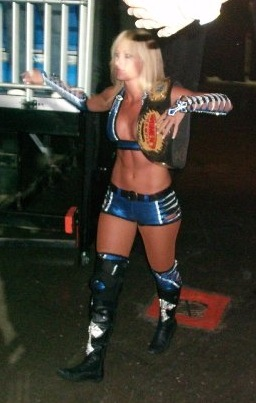
Michelle com a Campiona Femenina de la WWE

El 31 de gener en Royal Rumble va perdre el Campionat Femeni de la WWE contra Mickie James. En Elimination Chamber, Maryse i Gail Kim tenien una lluita pel Campionat de Dives però Vickie Guerrero va canviar el combat per una lluita en parelles de Gail Kim i Maryse contra Michelle McCool y Layla, sent aquestes últimes les guanyadores.
El 23 de febrer a SmackDown! va guanyar per segona vegada el Campionat Femeni al derrotar a Mickie James en una lluita amb Vickie Guerrero com a àrbitre especial. Després va començar a fer aparicions en el programa de Raw junt amb Layla i Maryse.
A WrestleMania XXVI, Michelle McCool, Layla, Maryse, Alicia Fox & Vickie Guerrero derrotaren a Beth Phoenix, Gail Kim, Eve, Kelly Kelly & Mickie James en un 10 Divas Tag Team Match però van perdre a la revenja la nit següent a Raw.
Va perdre el campionat femeni en Extreme Rules enfront a Beth Phoenix en el primer Extreme Makeover Extreme Rules Match de la història de la WWE. L'11 de maig de 2010 va usar la seva clàusula de revenja pel Campionat Femeni de la WWE, por ordres de Vickie Guerrero es va convertir en 2-on-1 handicap match on Layla va fer equip amb Michelle contra Beth Phoenix, però en ser Layla qui va cobrir Beth es va coronar ella com a campiona. Junt amb Layla s'autoproclamaren Co-Campiones Femenines, encara que la WWE no ho reconeix oficialment.
A la final de la primera temporada de NXT, l'1 de juny del 2010 Michelle fou presentada junt amb Layla com les professionals que acompanyarien a Kaval a la segona temporada de NXT. Després començaren un enfrontament amb Kelly Kelly & Tiffany. El 30 de juliol Layla tenía una lluita titular contra Tiffany, però Vickie Guerrero va ordenar que seria Michelle qui defensés el campionat, el qual va retenir. Però després del combat el General Manager Teddy Long els va advertir que no podien ser campiones les dues i que si no li donaven una resposta podria tenir lloc un combat per definir a la campiona. La setmana següent Michelle va entregar el seu cinturó i van trencar el de Layla en dos, quedant-se cada LayCool una meitat.
En el SummerSlam junt amb Layla van atacar a la nova Campiona de Dives Melina, després que aquesta última guanyés el títol.
En el WWE Night of Champions (2010) va derrotar a la campiona de dives Melina, en combat d'unificació on ambdós títols femenins de la WWE estaven en joc, retenint el Campionat Femeni i guanyant el Campionat de Dives, convertir-se en la primera Campiona Unificada de Dives de la WWE. Novament, junt amb Layla s'autoproclamaren Co-Campiones Unificades, pel que el títol pot ser defenst per qualsevol de les LayCool, encara que, com en el cas del campionat femeni, l'empresa només reconeix a Michelle com a legítima campiona.
En el WWE Hell in a Cell (2010) va retenir el Campionat unificat de dives contra Natalya, després de ser descalificada quan Layla va atacar a Natalya.
En el Bragging Rights (2010) Layla, en substitució de Michelle, va retenir el Campionat de dives enfront a Natalya.
En el Survivor Series (2010), junt amb Layla en un 2-on-1 handicap match, va perdre el Campionat de dives contra Natalya.
En el TLC junt amb Layla van ser derrotades per Beth & Natalya en un Tables Match, marcant la primera vegada dins de la WWE que les dives participen en aquest tipus de combat.

#### 2011
El 24 de gener en el programa de Raw va demanar la seva revenja pel Campionat de dives en el PPV Royal Rumble (2011). El 30 de gener en el Royal Rumble (2011) va participar en una Fatal-4-Way pel Campionat de dives contra Natalya, Layla i Eve Torres però no va aconseguir guanyar, ja que quan va cobrir a Natalya l'àrbitre no estava mirant i no va fer el compte.
L'1 de febrer va fer equip amb Layla i Dolph Ziggler contra Kelly Kelly i Edge, on el Campionat mundial de pes pesant estava en joc, l'equip de Michelle va sortir derrotat.
En el PPV Elimination Chamber (2011), junt amb Layla van atacar a Kelly Kelly per ajudar a Vickie Guerrero però van ser aturades per Trish Stratus. El 15 de febrer va atacar a Eve Torres provocant la descalificació de Layla, provocant una discussió entre les dues LayCool. El 4 de març va continuar la tensió entre les dues LayCool perquè, tot i que van derrotar a Beth Phoenix i Rosa Mendes, en un moment del combat Layla va emputjar a Michelle per accident i van discutir de nou.
L'11 de març va interferir en el combat entre Kaitlyn i Layla, fent que aquesta última sortís victoriosa, aparentment van fer les paus. El 14 de març va interferir amb Layla en una lluita entre Trish Stratus i Vickie Guerrero, fent que aquesta última guanyés la lluita. El 21 de març, junt amb Layla, Vickie Guerrero i Dolph Ziggler van derrotar a John Morrison i Trish Stratus.
El 3 d'abril a WrestleMania XXVII amb Dolph Ziggler i Layla van ser derrotats per John Morrison, Trish Stratus i Snooki. Abans de començar la lluita va emputjar a Layla, ja que aquesta es negava al fet que Michelle comencés el combat.
El 5 d'abril, junt amb Layla, van ser derrotades per Beth Phoenix i Kelly Kelly, ja que aquesta última va aprofitar per cobrir a Layla mentre les dues LayCool discutien, cosa que va provocar que Michelle culpés a Layla de la derrota. Les discussions entre les dues LayCool van continuar, ja que Layla perdia contínuament en els seus combats.
El 19 d'abril durant després de fer una terapia va atacar a Layla. El 25 d'abril en el programa especial de Raw va provocar la derrota de Layla contra Eve Torres per accident. Després del combat Layla la va atacar dissolent-se així el grup LayCool.
El 29 d'abril a SmackDown es va enfrontar a Layla en una lluita que va acabar en compta fora del ring quan ambdues van caure al ringside i es van atacar mútuament sense fer cas de les instruccions de l'arbitre. Aquella mateixa es va pactar un No Holds Barred Match on ambdues apostaran la seva carrera, és a dir, la que sortís derrotada abandonaria la WWE.
A WWE Extreme Rules va sortir derrotada, provocant la seva sortida de l'empresa. Després del combat va ser atacada per Kharma. Aquella mateixa nit Michelle va confirmar que la seva sortida de l'empresa era legítima i no part d'un feu; va fer saber que després de les lesions patides durant els dos mesos anteriors a Extreme Rules van fer que decidís deixar la lluita lliure per una llarga temporada.

## En lluita
- Moviments finals

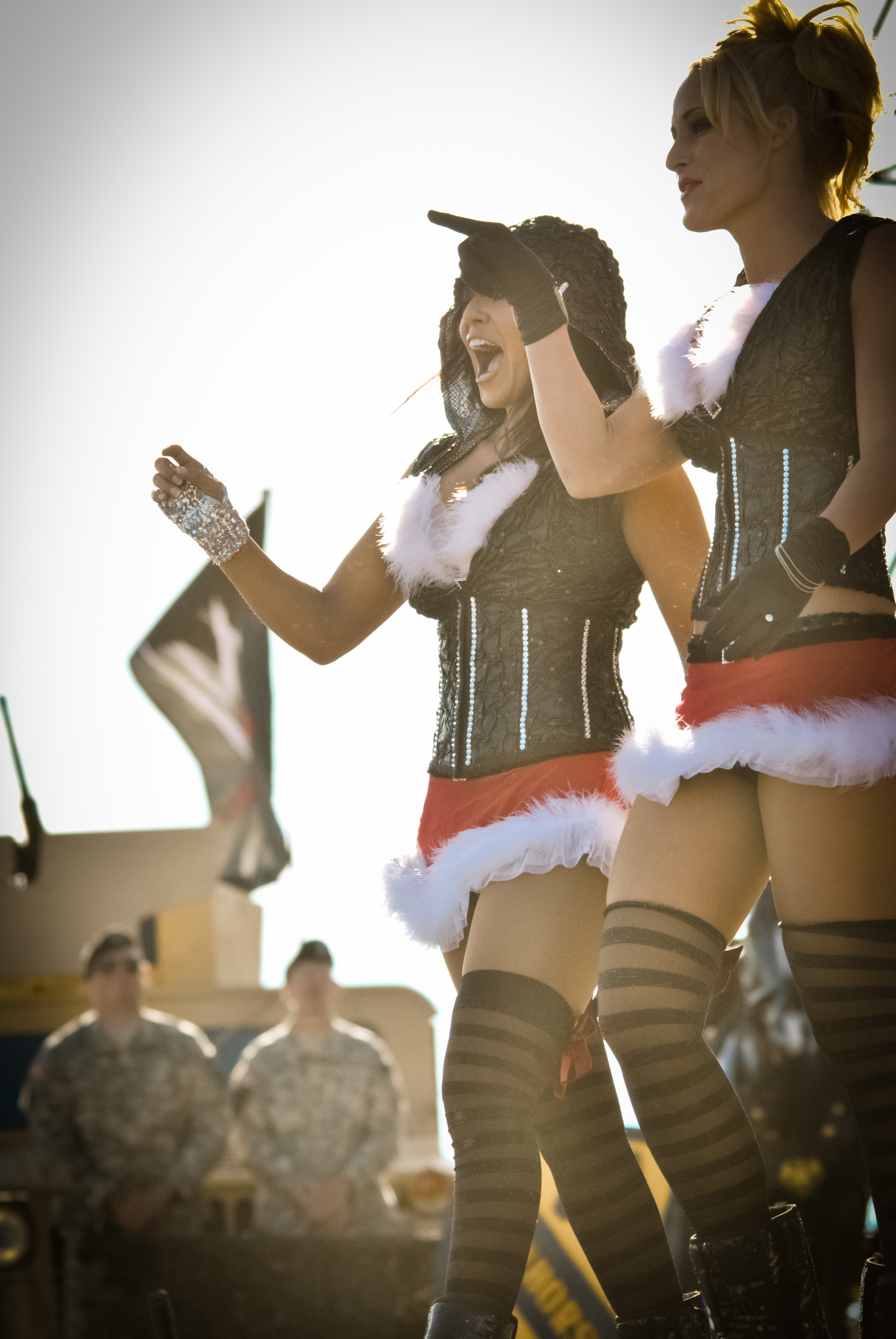
Michelle amb Layla com a LayCool

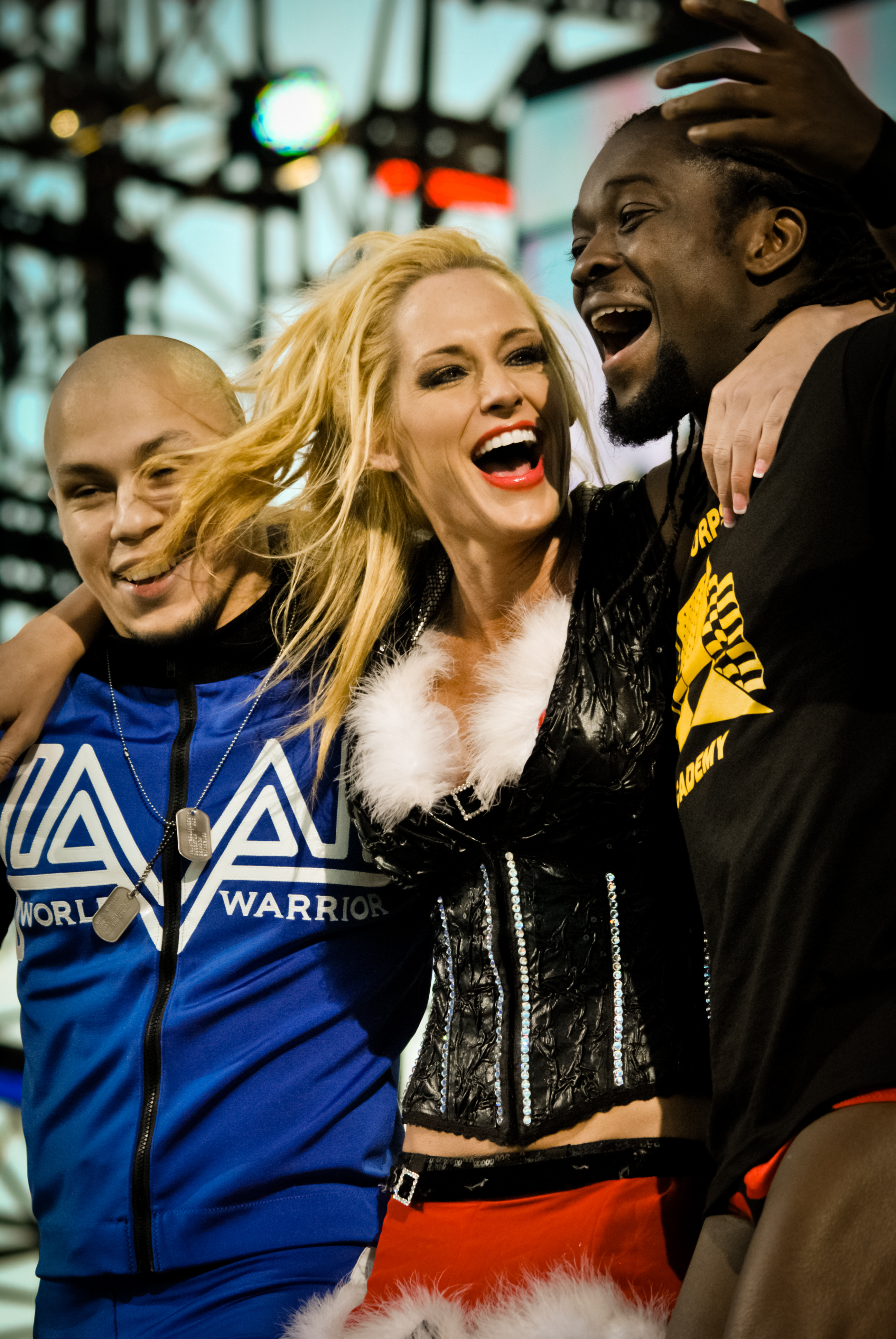
Michelle amb els lluitadors Kaval i Kofi Kingston

  - Faith Breaker (Belly To Back Inverted Mat Slam) - 2008-present
  - Simply Flawless (Big Boot) - 2009-present
  - MADT (Make A Diva Tap) (Heel hook / modified ankle lock) - 2008-2009
  - Wings of Love (Lifting sitout double underhook facebuster) - 2007-2008
  - Final Exam (Spinning pendulum backbreaker) - 2006-2007
- Moviments de firma
  - Sitout Inverted Suplex Slam
  - Springboard Hurricanrana
  - Running Corkscrew Neckbreaker
  - European Uppercut
  - Flying Clothesline
  - Belly To Belly Suplex
  - Hair Pull Backbreaker
  - Russian Legsweep (Into a Floatover Pin)
  - Dropkick
  - Single-Leg Boston Crab
  - Handspring back elbow smash
  - Hair pull sitout rear mat slam
  - Running Sidekick
  - Running Springboard Back Flip Arm Drag
  - Northern Lights Suplex
  - Knees Kick
  - Rolling Neck Snap
- Managers
  - Kelly Kelly
  - Vickie Guerrero
  - Layla El
- Lluitadors dirigits
  - Amish Roadkill
  - Jon Heidenreich
  - K.C. James and Idol Stevens
  - Jamie Noble
  - Chuck Palumbo
  - Torrie Wilson
  - Cherry
  - Kaval
  - Layla El

## Campionats i triomfs
- World Wrestling Entertainment
  - WWE Women's Championship - (2 vegades)
  - WWE Divas Championship - (2 vegades)
  - Slammy Award a la Diva de l'any (2010)
  - Slammy Award al Knucklehead Moment of the Year (2010)
- Pro Wrestling Illustrated
  - Situada en el Nº9 en el PWI Female 50 en 2008.
  - Situada en el Nº8 en el PWI Female 50 en 2009.
  - Situada en el Nº1 en el PWI Female 50 en 2010.
  - PWI Dona de l'any (2010)